# Tracy K. Smith
Tracy K. Smith (Falmouth, 16 de abril de 1972) es una poeta y educadora estadounidense.
Ha publicado cinco colecciones de poesía y dos libros de memorias. Ganó el Premio Pulitzer de Poesía en el 2011 por su colección Life on Mars.

## Biografía
Originaria de Falmouth, Massachusetts y criada en el norte de California. Se graduó de la Universidad de Harvard en 1994, obtuvo también un título en Escritura Creativa en la Universidad de Columbia en 1997. De 1997 a 1999 fue becaria de poesía en la Universidad de Stanford. Ha dado clases en la Universidad de Nueva York y en la Universidad de Pittsburgh. En 2005 se unió a la facultad de la Universidad de Princeton, y en 2021 fue nombrada profesora de inglés y estudios africanos y afroamericanos de la Universidad de Harvard.
Además de ganar numerosos premios, fue poeta laureada de la Biblioteca del Congreso de los Estados Unidos entre 2017 y 2019.

## Carrera literaria y crítica
Smith ha recibido, en general, numerosos elogios de la crítica de poesía norteamericana. Una reseña de Publishers Weekly afirma que su poesía posee una «brillantez lírica e impulsos políticos» destacables.
Su primera colección de poemas The Body's Question (2003), fue reseñada en The New York Times Book Review: «Los poemas más persuasivamente embrujados aquí son aquellos en los que se presenta a sí misma (...) como una astuta mediadora de los sentimientos de compañerismo y de los movimientos del inconsciente colectivo... es este aire cargado de aprehensión embelesada lo que le da sobriedad y fluidez a s contenido».
En 2007 publica Duende, utilizando la palabra usada, sobre todo en el Sur de España, para referirse a un «fantasma, demonio, inspiración, magia y magnetismo» en el arte. Federico García Lorca definió el "duende" como «el orígen de cualquier acción artística». En la obra de Smith, el duende se representa como «el lugar implacable donde el alma confronta las emociones, reconoce la muerte y encuentra la poesía», según una reseña de Publishers Weekly. Abre la colección con una cita de Lorca y luego presenta su propia representación del concepto de duende. El crítico de Publishers Weekly encontró que la escritura de Smith muestra «brillantez lírica» y elogió no sólo su escritura, sino también su capacidad para abordar temas importantes.
En 2012 se publica Life on Mars, ganadora del Premio Pulitzer de Poesía. Sobre esta obra dice Alice Zelazko: «Los poemas futuristas de esa colección invocan una mezcla de tristeza y deleite al considerar el lugar de los humanos en el universo, lamentar la muerte de su padre en 2008, comentar los titulares contemporáneos y expresar las frustraciones cotidianas de tener vecinos ruidosos».
Alicia Zelazko afirma hablando de sus tres primeros trabajos: «Su trabajo, lánguida y hábilmente, pasa de temas expansivos a sucesos cotidianos, imbuyendo significado a lo ordinario y brindando un lugar para lo incomprensible en la vida cotidiana».
En 2015 publica un libro de memorias Ordinary Light donde explora su niñez y adolescencia, incluida su creciente consciencia sobre su herencia afroamericana y la muerte de su madre cuando ella tenía 22 años.
Su cuarto libro de poemas, Wade in the Water, de 2018, contempla cuestiones de clase y esclavitud, en ocasiones a través de las voces de otros, como hace en el poema I Will Tell You the Truth About This, I Will Tell You All About It, donde utiliza extractos de cartas reales de soldados negros de la guerra civil estadounidense.
En su quinta colección Such Color (2021), mezcla poemas ya publicados con otros nuevos, con el denominador común del racismo, tanto histórico como actual.
En 2023 publicó un nuevo libro de memorias, titulado To Free the Captives: A Plea for the American Soul.

## Obra
- 2003: The Body's Question, Graywolf Press.
- 2007: Duende, Graywolf Press.
- 2011: Life on Mars, Graywolf Press.
  - Edición en castellano: Vida en Marte, Vaso Roto Ediciones, 2021.
- 2015: Ordinary Light, Knopf.
- 2018: Wade in the Water, Graywolf Press.
  - Edición en castellano: Atravesar el agua, Vaso Roto Ediciones, 2019.
- 2021: Such Color, Graywolf Press.
- 2023: To Free the Captives: A Plea for the American Soul, Knopf.

## Premios
- 2002: Cave Canem Poetry Prize por The Body's Question.[4]
- 2004: Rona Jaffee Foundation Writers' Award.[5]
- 2006: James Laughlin Award por Duende.[6]
- 2012: Premio Pulitzer de Poesía por Life on Mars.[7]
- 2019: Anisfield-Wolf Book Award de Poesía por Wade in the Water.[8]
- 2022: New England Book Award de Poesía por Such Color.[9]